# Cryptembia fusca
Cryptembia fusca är en insektsart som beskrevs av Ross 2003. Cryptembia fusca ingår i släktet Cryptembia och familjen Anisembiidae.
Artens utbredningsområde är Peru. Inga underarter finns listade i Catalogue of Life.